# 美國小姐 (紀錄片)
是美國創作歌手泰勒·斯威夫特的一部紀錄片，由拉娜·威爾森擔任導演，此紀錄片內容為她的職業生涯中的幾年中的生活。此紀錄片於2020年1月23日首映於日舞影展，之後於Netflix上映。

## 演員
- 泰勒·斯威夫特
- 安德里·斯威夫特
- 斯科特·斯威夫特
- 喬·歐文
- 杰克·安东诺夫
- 喬爾·立特
- 马克斯·马丁
- 阿比蓋爾·勞倫
- Tree Paine
- 鮑比·伯克
- 谭·法兰斯
- 卡拉莫·布朗
- 喬納森·凡·奈斯

## 背景
斯威夫特於2019年11月放映了這部紀錄片，當時她說她的前唱片公司大機器唱片的所有者和創始人斯库特·布劳恩和史考特·波切塔阻止了她使用紀錄片的舊音樂和表演錄像，斯威夫特補充說，紀錄片將不會提及布勞恩、波切塔或大機器唱片。 大機器在聲明中否認了以上的指控。但事實上，斯威夫特的公關發布了一封來自大機器唱片主管的電子郵件，該電子郵件拒絕發放與紀錄片有關的許可證 。12月，綜藝雜誌報導說，大機器清除了影片中使用斯威夫特的舊素材的可能性。

## 宣傳
2020年1月15日，斯威夫特在她的各個社群帳號發布了這部紀錄片的宣傳海報照片。

## 音樂
紀錄片中會有一首歌曲叫做《只有年輕》，會在紀錄片的結尾播放。斯威夫特在2018年美國中期選舉後寫了這首歌。